# Segel-Club Würmsee
Der Segel-Club Würmsee Starnberg e. V.  (SCW) wurde 1927 in Starnberg gegründet. Damals hieß der Starnberger See noch Würmsee. Insgesamt hat der SCW über 350 Mitglieder.

## Lage

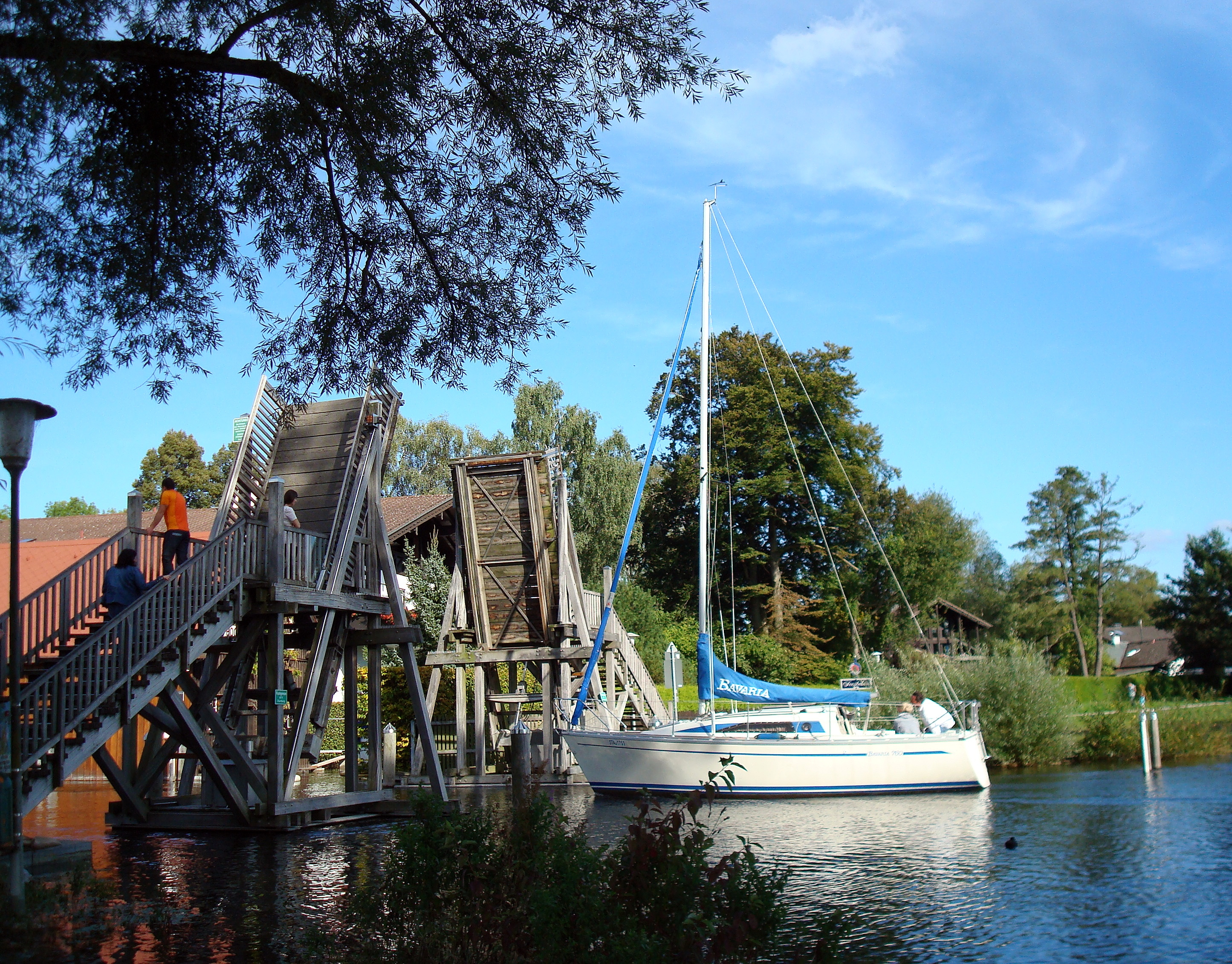
Klappbrücke an der Zufahrt zum Club

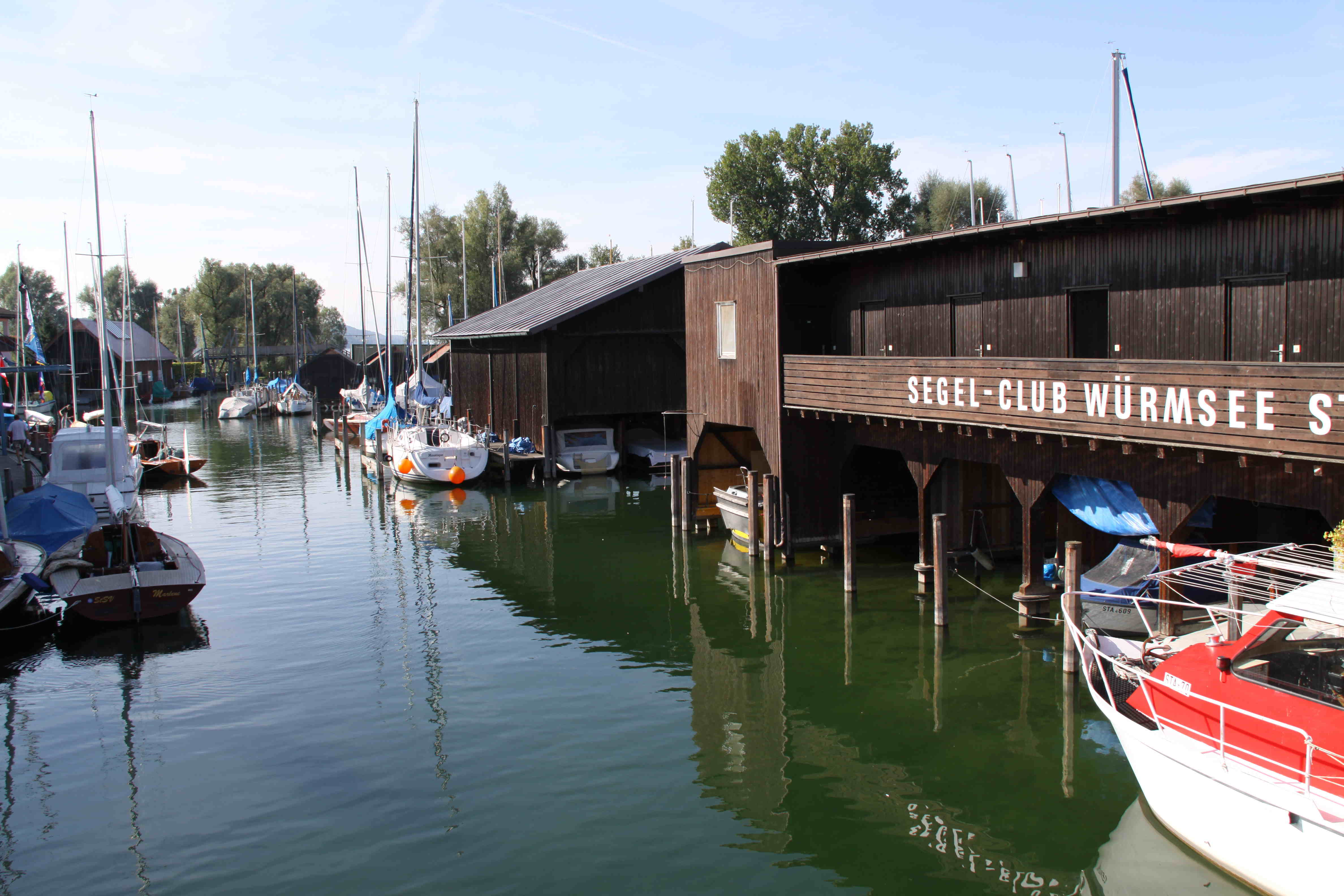
Segelclub Würmsee

Der Segelclub liegt am Nordufer des Sees und wird von der Würm durchflossen. Die Zufahrt zum Club und zur dortigen Rambeck-Werft ist nur durch eine Klappbrücke möglich, über die der Fußweg am Seeufer führt.

## Aktivitäten

### Regatten
Jedes Jahr richtet der Verein mehrere Regatten aus, darunter Wertungsläufe für die Seenmeisterschaft des Starnberger Sees mit Yardstickauswertungauswertung sowie Ranglistenregatten für mehrere Bootsklassen.
Durch weitere zahlreiche Veranstaltungen in Zusammenarbeit mit den Nachbarvereinen besitzt der SCW ein aktives Vereinsleben. Dazu gehört die Ausrichtung der „Bayerischen Jugendwoche“ zusammen mit den Bayerischen Yacht-Club und dem Münchner Yacht-Club.
In unregelmäßigen Abständen richtet der Verein Deutsche und Internationale Meisterschaften aus.

### Ausbildung
Der Verein bietet die Ausbildung zum Sportboot-Führerschein Binnen und zum Sportküstenschifferschein an und führt Ausbildungstörns durch.

### Durchgeführte Meisterschaften (Auswahl)
- 1978: Deutscher Jugend-Meisterschaft in der Laserklasse
- 1984: Internationale Deutsche Meisterschaft der Kielzugvogelklasse
- 2000: Internationale Deutsche Meisterschaft der 20-m²-Jollenkreuzer
- 2006: Deutsche Meisterschaft der Korsare
- 2009: Internationale Deutsche Meisterschaft der 20-m²-Jollenkreuzer[4]

## Erfolge der Vereinsmitglieder
- 1968: Deutscher Meister der 20-m²-Jollenkreuzer-Klasse: Otto Hartmann[5]
- 1973: Deutscher Meister der 20-m²-Jollenkreuzer-Klasse: Heinrich Günther, Ludwig Windsberger und Gerhard Liedl
- 1975: Deutscher Meister der 20-m²-Jollenkreuzer-Klasse: Goldbrunner mit Ant. Herrmann und Chr. Pachmann (beide MRSV)[6]
- 1976: Deutscher Meister der 20-m²-Jollenkreuzer-Klasse: Goldbrunner mit Ant. Herrmann und Chr. Pachmann (beide MRSV)[6]
- 1977: Europameister Drachenklasse: Friedrich Klaus
- 1977: Deutscher Meister der 20-m²-Jollenkreuzer-Klasse: Walter Plenk mit Hans Steiner und Günther Heinrich[6]
- 1982: Deutscher Meister der 20-m²-Jollenkreuzer-Klasse: Wolfgang Goldbrunner mit Ant. Herrmann und Chr. Pachmann (beide MRSV)[6]

## Bekannte Mitglieder
- Rollo Gebhard, mehrfacher Weltumsegler und Pionier des Fahrtensegelns
- Peter Sippel, dreimaliger Deutscher Meister im Korsar
- Günther Heinrich, Deutscher Meister im 20-m²-Jollenkreuzer
- Otto Hartmann †, Deutscher Meister im 20-m²-Jollenkreuzer und ehem. Zweiter Vorsitzender des Bayerischen Seglerverbandes